# 미카엘 테슐
미카엘 테슐(Michael Teschl, 1971년 6월 30일 ~ )은 덴마크의 가수이다. 유로비전 송 콘테스트 1999에서 덴마크 대표로 참가했다.

## 음반
- This is how you fall in love (BMG, 1995)
- Moving on (BMG, 1998)
- Happy Depression (EMI, 2000)